# Austrosynapha quadrisetosa
Austrosynapha quadrisetosa är en tvåvingeart som beskrevs av Freeman 1951. Austrosynapha quadrisetosa ingår i släktet Austrosynapha och familjen svampmyggor. Inga underarter finns listade i Catalogue of Life.